# Chiesa di San Giacomo (Faido)
La chiesa parrocchiale di San Giacomo il Maggiore è un edificio religioso che si trova a Molare, frazione del comune di Faido.

## Storia
Eretta in epoca medievale, la struttura venne profondamente trasformata fra il 1724 ed il 1764.

## Descrizione
La chiesa ha una pianta ad unica navata coperta da una volta a botte. L'interno è ornato da affreschi dei fratelli Stefano e Tommaso Calgari.